# Pauline Leclef
Pauline Leclef (31 mei 1995) is een Belgisch hockeyster.

## Levensloop
Leclef was actief bij het Lierse Herakles. In 2014 maakte ze de overstap naar het Boomse Braxgata. Met deze club werd ze tweemaal landskampioen (2016 en 2017). In 2020 maakte ze de overstap naar het Nederlandse Oranje-Rood uit Eindhoven. Na twee seizoenen keerde ze terug naar België, alwaar ze opnieuw aan de slag ging bij haar jeugdclub.
Daarnaast was ze actief bij het Belgisch hockeyteam. Met de Red Panthers nam ze onder meer deel aan de Europese kampioenschappen van 2017, 2019 en 2021, alsook aan de wereldkampioenschappen van 2018 en 2022. Met de nationale equipe behaalde ze zilver op het EK van 2017 en brons op het EK van 2021.